# كليوباترا (فلم 1934)
كليوباترا (بالإنجليزية: Cleopatra) هو فيلم ملحمي تم إنتاجه في الولايات المتحدة وصدر في سنة 1934.

## بطولة
- كلوديت كولبيرت

### ترشيحات وجوائز
| السنة | الحدث  | الفئة              | النتيجة  |
| ----- | ------ | ------------------ | -------- |
| 1934  | أوسكار | أفضل تصوير سينمائي | فـــــوز |

## وصلات خارجية
- كليوباترا على موقع IMDb (الإنجليزية)
- كليوباترا على موقع الموسوعة البريطانية (الإنجليزية)
- كليوباترا على موقع روتن توميتوز (الإنجليزية)
- كليوباترا على موقع نتفليكس (الإنجليزية)
- كليوباترا على موقع ألو سيني (الفرنسية)
- كليوباترا على موقع Turner Classic Movies (الإنجليزية)
- كليوباترا على موقع أول موفي (الإنجليزية)
- كليوباترا على موقع بوكس أوفيس موجو (الإنجليزية)
- كليوباترا على موقع فيلمافينيتي (الإسبانية)
- كليوباترا على موقع قاعدة بيانات الأفلام السويدية (السويدية)

1. ↑  وصلة مرجع: https://www.oscars.org/oscars/ceremonies/1935.
2. ↑  وصلة مرجع: http://www.cinematografo.it/cinedatabase/film/cleopatra/1085/. الوصول: 12 يوليو 2016.
3. ↑  وصلة مرجع: http://www.imdb.com/title/tt0024991/. الوصول: 12 يوليو 2016.
4. ↑  وصلة مرجع: http://www.allocine.fr/film/fichefilm_gen_cfilm=49962.html. الوصول: 12 يوليو 2016.